# 志和町志和西
志和町志和西（しわちょうしわにし）とは、広島県東広島市の大字。全域で住居表示未実施である。

## 概要
北に志和町志和堀、南に志和町七条椛坂、西に志和町別府、東は生城山を挟んで志和町志和東に面する。県道33号沿いを中心に農地や住宅が広がっている。
町名は生城山を境に、東を志和東、西を志和西としたことに由来する。

## 沿革
- 1889年（明治22年）4月1日 - 町村制施行。賀茂郡志和西村他4村が合併し、西志和村が発足する。志和西村は「志和西」として西志和村の大字となる[2][3]。
- 1891年（明治24年）8月14日 - 長松寺が志和東から町内に移転する[4]。
- 1955年（昭和30年）8月1日 - 東志和村、志和堀村、西志和村が合併し、志和町が発足。志和西は志和町の大字となる[2][3]。
- 1974年（昭和49年）4月20日 - 志和町が周辺3町と合併し、東広島市が発足。志和西は「志和町志和西」として東広島市の大字となる[2][5]。

## 交通

### 鉄道
町内に鉄道は通っていない。最寄り駅はJR山陽本線の八本松駅である。

### バス
芸陽バスが地区内を走る路線バスを運行している。
- 志和循環線：西条駅 - 八本松駅 - 志和地区内循環 - 八本松駅 - 西条駅

### 道路

#### 主要地方道
- 広島県道33号瀬野川福富本郷線

## 施設・名所など
- 東広島市立志和小学校・東広島市立志和中学校
- 長松寺
- 生城山城跡
- 広島信用金庫総合グラウンド

## 学区
公立小・中学校に通学する場合、志和小学校および志和中学校に通学することになる。

## 世帯数・人口
2024年（令和6年）10月末時点での世帯数は347世帯、人口は689人である。

## 面積
2020年時点での面積は6.877189493km2である。